# Green Beret
Green Beret (яп. グリーンベレー Гури:н Бэрэ:) — видеоигра в жанре платформенный экшен, выпущенная Konami для игровых автоматов в 1985 году и позже портированная на большинство домашних консолей.
Вышедшая на спаде холодной войны, игра тем не менее издавалась на территории Северной Америки под названием, эксплуатирующим тему противостояния США и СССР — Rush’n Attack (игра слов, читается так же как «Russian Attack», то есть «русская атака»).

## Сюжет
Главный герой (или в режиме двух игроков герои) — военнослужащий спецназа США, заброшенный на советскую (предположительно) военную базу. Цель игры — освобождение группы военнопленных, приговорённых к расстрелу (в версии для NES — уничтожение «секретного оружия»).
Обе версии (для аркадных автоматов и NES) заканчиваются сценой, в которой герой стреляет из гранатомёта по баллистической ракете, вызывая её срабатывание, и убегает с территории военного комплекса на фоне растущего в воздухе ядерного гриба.

## Геймплей

Скриншот версии для NES

Игра представляет собой экшен с боковым скроллингом, движение происходит слева направо. Боевые действия проходят на фоне военной техники советского производства. Игрок изначально вооружён ножом, продвигаясь по территории базы и убивая вражеских солдат, он может получить (на ограниченное время) пистолет, базуку, ручные гранаты. В качестве скрытого приза можно раздобыть огнемёт (доступен только в версии для игровых автоматов). Версия для NES включала два уникальных предмета, известных как «Invincibility Star» (предоставляет неуязвимость против врагов и вражеского оружия, включая мины) и «Lucky Pistol» (обладающий бесконечным боекомплектом, но ограниченный по времени использования).
Всего в игре 4 уровня: Marshalling Area, Harbour, Air Base и Siberian Camp (в версии для NES их 6: Iron bridge, Missile base, Airport, Harbor, Forest + Airshed, Warehouse + Enemy base). В конце каждого уровня игрок сталкивается с боссом (для 1-го уровня это группа спецназовцев, для 2-го — три гирокоптера, для 3-го — стая сторожевых псов, для 4-го — огнемётчик).

## Оригинальные версии
31 января 2022 г команда Dante Retro Dev  завершила воссоздание игры Green Beret для моделей классической Amiga (руководствуясь версиями для NES и Commodore 64). Игрового персонажа сделали гораздо более «проворным», например он получил возможности наносить удары с лестницы, добавились выпадающие предметы, многоцветные градиенты и переаранжированная музыка.

## Отзывы
| Сводный рейтинг | Сводный рейтинг |
| Агрегатор       | Оценка          |
| --------------- | --------------- |
| GameRankings    | 56,60 %         |